# غاستون بيساني
غاستون بيساني (بالإسبانية: Gastón Pisani)‏ هو لاعب كرة قدم أرجنتيني في مركز الوسط، ولد في 6 ديسمبر 1983 في بوينس آيرس في الأرجنتين. لعب مع فيهرين ساندانسكي ونادي أولاريا أتلتيكو.